# Anopheles pseudotibiamaculatus
Anopheles pseudotibiamaculatus este o specie de țânțari din genul Anopheles, descrisă de Galvao și Barretto în anul 1941. Conform Catalogue of Life specia Anopheles pseudotibiamaculatus nu are subspecii cunoscute.